# Возсіятське
Возсія́тське (колишня назва — Новосвятське) — село в Україні, у Вознесенському районі Миколаївської області. Населення становить 2185 осіб. Орган місцевого самоврядування — Єланецька селищна громада.

## Географія
Возсіятське — другий за розміром населений пункт в громаді. Село розташоване на обох берегах річки Громоклії за 22 кілометри на схід від районного центру і за 35 кілометрів від залізничної станції Новий Буг. На річці в межах села розташований ставок.

## Історія
Перші поселення на території Возсіятського з'явилися 1808 року. Їх власниками були козак О. Мирян з Полтавщини та однодворець Є. Рижков з Курської губернії. Згодом сюди переселилася 71 сім'я з Полтавської, 219 сімей з Курської і 120 козаків з Чернігівської губернії, а також мешканці з Молдови. Після придушення польського повстання на Поділлі сюди в 1840–1841 роках виселили 160 сімей колишніх кріпаків польського магната Чарторийського.
Станом на 1886 рік у селі, центрі Возсіятської волості Єлизаветградського повіту Херсонської губернії, мешкало 2102 осіб, налічувалось 565 дворових господарств, існували православна церква та 4 лавки, відбувались базари через 2 тижні по неділях.

## Населення
Згідно з переписом УРСР 1989 року чисельність наявного населення села становила 2132 особи, з яких 1027 чоловіків та 1105 жінок.
За переписом населення України 2001 року в селі мешкали 2094 особи.

### Мова
Розподіл населення за рідною мовою за даними перепису 2001 року:
| Мова       | Відсоток |
| ---------- | -------- |
| українська | 94,25 %  |
| російська  | 2,85 %   |
| вірменська | 1,38 %   |
| молдовська | 1,09 %   |
| білоруська | 0,24 %   |
| болгарська | 0,05 %   |
| угорська   | 0,05 %   |

## Інфраструктура
Через Возсіятське проходять автомобільна дорога національного значення Н14 та автошлях Р55. До революції 1917 року миколаївська траса носила назву Царський тракт, бо саме нею короновані особи добиралися з Санкт-Петербургу та Москви до Херсона й Криму.
Зі здобуттям незалежності зручне розташування села на перехресті насичених транспортом автотрас сприяло розвитку тут приватного підприємництва. У Возсіятському було відкрито понад 60 приватних магазинів, кафе, барів та їдалень. Однак станом на липень 2013 року, автошлях Н14 перебуває у жахливому стані і потребує капітального ремонту, що позначається на кількості транзитного транспорту через село. Об'єкти громадського харчування та торгівлі, відповідно, закриваються внаслідок нерентабельності.

## Відомі люди
- Ігнатьєв Петро Михайлович (1923—2003) — український живописець.
- Карпенчук Володимир Миколайович — український театральний актор, заслужений артист України.
- Стечишин Микола Климентович — військовий діяч, полковник Армії УНР, начальник штабу Північної групи війська УНР.
- Теплов Анатолій Макарович (нар. 1936) — повний кавалер ордена Трудової Слави.
- Чебанов Веніамін Карпович — новосибірський художник, народний художник РФ.